# Leerke Ven
Het Leerke Ven is een natuur- en recreatiegebied ten westen van Panheel.
Het door grindwinning ontstane gebied omvat plassen en oevers met fiets- en wandelpaden. Naast overwinterings- en broedgebied voor watervogels is het vooral bekend doordat er zich in 1995 voor het eerst weer bevers vestigden. Deze waren uit de Eifel afkomstig. In 2002 en 2004 werden er in het gebied nog van elders afkomstige bevers uitgezet, dit om inteelt te voorkomen. In 2010 huisden er een 100-tal bevers.
Omdat bevers nogal eens het slachtoffer van het verkeer bleken te zijn, werd in 2010 een dertig meter lange bevertunnel aangelegd.
Nabij het natuurgebied ligt een recreatiestrand.